# Margalida Pons Jaume
Margalida Pons Jaume (Palma de Mallorca, 1966) es una escritora, poetisa y profesora universitaria española de Mallorca. Estudió filología catalana y filología comparada en la Universidad de las Islas Baleares. En 1993 se doctoró en Literatura Catalana por la Universidad de Barcelona, con la tesis Els poetes insulars de postguerra (‘los poetas baleares de la posguerra’).
En 1987 ―cuando contaba 21 años de edad y todavía estudiaba en la Universidad de las Islas Baleares―, la OCB (Obra Cultural Balear) le otorgó el galardón Bartomeu Rosselló-Pòrcel ―uno de los Premios 31 de Diciembre―, destinado a distinguir a una persona menor de treinta y un años que haya sobresalido en el campo de la animación cultural, la investigación (artística, humanística o científica) o la creación.
En 1989 se recibió de licenciada en Filología Catalana. En 1990 obtuvo una maestría con la tesis Aproximació a l’obra narrativa de Blai Bonet. Desde agosto de 1993 hasta junio de 1996 fue instructora asociada del Departamento de Español y Portugués de la Universidad de Indiana (en Bloomington). En ese año (1996) obtuvo dos maestrías ―en Literatura Española y en Literatura Comparativa― por la Universidad de Indiana.
En julio de 1996 retornó a Palma de Mallorca. Desde octubre de 1996 hasta junio de 2002 fue profesora asociada de Literatura Catalana y Teoría Literaria en la Universidad de las Islas Baleares. En julio de 2002 se convirtió en la profesora titular del departamento de Filología Catalana y Lingüística General. Es investigadora principal en Estudios Teóricos y Comparativos de Literatura Contemporánea.
Desde abril de 2009 es profesora visitante y da clases periódicamente en la cátedra de Estudios Hispánicos en la Universidad Brown.

## Obras
- 1985: Sis bronzes grisos d'alba.[5]
  - Recibió el premio Salvador Espriu.
- 1988: Les aus (poesía).
  - Recibió el premio Ciudad de Palma - Joan Alcover de Poesía en Catalán (1987).
- 1993: Blai Bonet: maneres del color. Barcelona: Publicacions de l’Abadía de Montserrat.
- 1996: Viatge a Alemanya i altres nacions (editora), de Antoni M. Alcover. Barcelona: Edicions 62.
- 1998: Poesía insular de postguerra: quatre veus del cinquanta. Barcelona: Publicacions de l’Abadía de Montserrat.
  - Recibió el Premio Crítica Serra d'Or de Literatura y Ensayo 1999.
- 2001: compiladora de la antología del poeta Blai Bonet, traducida del catalán al gallego, el francés y el español:
  - 2001: Blai Bonet. Antoloxía poética (recopiladora), en gallego. La Coruña: Espiral Maior, 2001.
  - 2003: Le Marin absent (recopiladora), en francés. Gardonne: Fédérop, 2003.
  - 2004: Blai Bonet, Antología poética (recopiladora), en español. Madrid: Calambur, 2004.
- 2004: (Des)aïllats: narrativa contemporània i insularitat a les Illes Balears, con Caterina Sureda. Palma de Mallorca y Barcelona: Departamento de Filología Catalana y Lingüística General de la Universidad de las Islas Baleares, y Publicacions de l’Abadia de Montserrat.
- 2007: Textualisme i subversió: formes i condicions de la narrativa experimental catalana (1970-1985).
  - Recibió el Premio Crítica Serra d'Or de Estudios Literarios 2008.
- 2007: Joan Alcover, Miquel Costa i Llobera i els llenguatges estètics del seu temps (editora). Barcelona: Departamento de Filología Catalana y Lingüística General de la Universidad de las Islas Baleares, y Publicacions de l’Abadia de Montserrat.
- 2007: Textualisme i subversió: formes i condicions de la narrativa experimental catalana, 1970-1985 (editora). Barcelona: Cátedra Alcover Moll Villangómez de la Universidad de las Islas Baleares, y Publicacions de l’Abadia de Montserrat.
- 2008: Poètiques de ruptura (coeditora). Palma: Lleonard Muntaner.
- 2008: Andreu Vidal, Obra poètica i altres escrits (coeditora). Pollensa: Edicions del Salobre.
- 2010: Corrents de la poesia insular del segle XX. Palma: Documenta Balear (Quaderns d'història contemporània de les Illes Balears).[6]
- 2010: Transformacions (editora, con Maria Muntaner, Mercè Picornell, Josep Antoni Reynés). Valencia: Universidad Politécnica de Valencia.[7]